# Paul McGuire
Pour les articles homonymes, voir McGuire.
Paul McGuire, né le 3 avril 1903 à Peterborough, une petite ville d'Australie-Méridionale, et mort le 15 juin 1978 dans le quartier nord d'Adélaïde, est un journaliste, diplomate et un écrivain australien, auteur de roman policier.

## Biographie
Il naît dans une famille catholique d'origine irlandaise.
À partir de 1923, il s'inscrit à des études supérieures en Histoire à l'Université d'Adélaïde, où il est président (1924-1925) d'un cercle de passionnés de théâtre, puis rédacteur en chef du journal étudiant. Après ses études, il se lance dans le journalisme, mais exerce aussi la profession d'enseignant en Australie, puis aux États-Unis et au Canada. En 1936, il est correspondant en Espagne pour le Catholic Herald de Londres et signe des articles où il soutient le général Franco. 
Pendant la Seconde Guerre mondiale, il s'engage dans la Royal Australian Navy en août 1942. Démobilisé en mai 1945, avec le grade de lieutenant, il reste attaché à l'armée et est fait commandant honoraire en 1958. En 1945, il est envoyé en Europe comme correspondant de guerre pour suivre les activités de l'UNICEF et encourager les anciens soldats britanniques à émigrer en Australie. 
D'avril 1953 à janvier 1954, il est nommé ambassadeur australien en Irlande et participe à des débats de l'assemblée de l'Organisation des Nations unies en septembre 1953. Il est ensuite ministre, puis ambassadeur australien en Italie et au Vatican de 1957 à 1959.
En littérature, hormis des ouvrages de propagande, des essais politiques et une étude sur le théâtre australien, il signe dans les années 1930 une quinzaine de romans policiers dont les intrigues se déroulent en Angleterre. Il est le créateur du « seul détective juif de l'âge d'or » de la littérature policière britannique avec l'inspecteur Cummings qui, flanqué de son assistant, le sergent Wittler, mène de solides enquêtes criminelles.
Paul McGuire a également créé pour quatre romans le personnage du très corpulent inspecteur Fillinger qui, à l'occasion, fait de courtes apparitions dans les aventures de l'inspecteur Cummings.

## Œuvre

### Romans

#### SérieInspecteur Cummings
- Murder in Bostall (1931), aussi titré The Black Rose Murder Publié en français sous le titre La Rose noire, traduit par Jacques Ducey, Paris, Nouvelle Revue Critique, coll. L'Empreinte no 1, 1932
- Three Dead Men (1931) Publié en français sous le titre Trois hommes morts, traduit par Simone Lechevrel, Paris, Nouvelle Revue Critique, coll. L'Empreinte no 8, 1932 ; réédition, Paris, Éditions des Loisirs, coll. Le Yard no 7, 1949
- Daylight Murder (1934), aussi titré Murder at High Noon (l'inspecteur Fillinger fait une apparition dans ce roman)
- Murder in Haste (1934), l'inspecteur Fillinger fait une apparition dans ce roman Publié en français sous le titre Meurtre à Ilebridge, traduit par Paul de Sèze, Paris, Nouvelle Revue Critique, coll. L'Empreinte no 66, 1935 ; réédition, Paris, La Maîtrise de livre, coll. L'Empreinte-police no 8, 1947
- 7:30 Victoria (1935)

#### SérieInspecteur Fillinger
- The Tower Mystery (1932), aussi titré Death Tolls the Bell Publié en français sous le titre Un glas dans la nuit, traduit par S. Marval, Paris, Nouvelle Revue Critique, coll. L'Empreinte no 20, 1933
- Murder by the Law (1932) Publié en français sous le titre Un meurtre en ocre jaune, traduit par Robert de Saint-Prix, Paris, Nouvelle Revue Critique, coll. L'Empreinte no 36, 1933
- Death Fugue (1933)
- There Sits Death (1933)

#### Autres romans policiers
- Born to be Hanged (1935) Publié en français sous le titre Le Maléfice, traduit par Robert de Saint-Prix, Paris, Nouvelle Revue Critique, coll. L'Empreinte no 90, 1936 ; réédition, Paris, La Maîtrise de livre, coll. L'Empreinte-police no 21, 1948
- Prologue to the Gallows (1936)
- Threepence to Marble Arch (1936)
- Cry Aloud for Murder (1937)
- W1 (1937)
- Burial Service (1938), aussi titré A Funeral in Eden
- The Spanish Steps (1940), aussi titré Enter Three Witches

### Poésie
- The Two Men and Other Poems (1932)

### Autres publications
- The Poetry of Gerard Manley Hopkins: A Lecture (1934)
- Australian Journey (1939)
- Restoring All Things (1939), en collaboration avec John Fitzsimmons
- Westward the Course: The New World of Oceania (1942)
- The Price of Admiralty (1944), en collaboration avec Margaret Cheadle McGuire
- The Australian Theatre (1948)
- The Three Corners of the World (1948)
- There's Freedom for the Brave: An Approach of the World Order (1949)
- Inns of Australia (1952), en collaboration avec Margaret Cheadle McGuire et Betty Arnott

## Sources
- Claude Mesplède (dir.), Dictionnaire des littératures policières, vol. 2 : J - Z, Nantes, Joseph K, coll. « Temps noir », 2007, 1086 p. (ISBN 978-2-910686-45-1, OCLC 315873361), p. 264-265.
- (en) John M. Reilly (Ed.), Twentieth-century crime and mystery writers, New York, St. Martin's Press, coll. « Twentieth-century writers of the English language », 1982 (réimpr. 1991), 2e éd., 1568 p. (ISBN 978-0-312-82417-4, OCLC 6688156), p. 632-633.